# Hubbleov zakon
Edwin Hubble (1888. – 1953.), otkrio je 1929. proporcionalnost između udaljenosti pojedine galaksije i njenog crvenog pomaka. Hubble je uz pomoć Dopplerovog efekta zaključio da su udaljenosti galaktike i njene brzine udaljavanja proporcionalni tj. da se dalje galaktike udaljavaju od nas većim brzinama. Ta se proporcionalnost može izraziti formulom koju nazivamo Hubbleov zakon:
{\displaystyle v=H_{0}\cdot r}
gdje su: v - brzina udaljavanja, H0 - Hubbleova konstanta, r - udaljenost.
Ako se sve galaktike udaljuju od nas, znači li to da se nalazimo u središtu svemira?
Ne! Budući da se svemir širi, svi se dijelovi udaljuju od svih ostalih, kao krhotine nakon eksplozije, pa bi hipotetski stanovnici drugih galaktika također primijetili da se cijeli svemir razmiče od njih. Važno je napomenuti da se ova usporedba s eksplozijom ne shvaća previše doslovno jer se svemir nema u čemu širiti - on je sve što jest.
Da bismo odredili Hubbleovu konstantu potrebno je za što veći broj galaktika odrediti njihove brzine udaljavanja i udaljenosti. Brzine udaljavanja se računaju preko spektra galaktike - uvrštavanjem pomaka valnih duljina nekih spektralnih linija u jednadžbe Dopplerovog efekta.

## Mjerenje udaljenosti u svemiru
Većina metoda mjerenja udaljenosti galaktika temelji se na ovisnosti njihovog prividnog sjaja o luminozitetu i udaljenosti. Poteškoća je što udaljenije objekte vidimo u ranijim stadijima razvoja svemira, pa se postavlja pitanje mijenja li, i kako, pojedini tip objekta luminozitet tijekom svog razvoja. 
U postupku koji su prvi put primijenili A. Sandage i G. Tammann polazi se od precizne vrijednosti astronomske jedinice, koja je dobivena radarskim mjerenjima položaja i gibanja Venere. Udaljenosti bližih zvijezda se nalaze metodom zvjezdane paralakse. Zatim se metodom zvjezdanih skupova nalaze udaljenosti bližih otvorenih skupova. Udaljenost otvorenih skupova se koristi za kalibriranje krivulje period-apsolutni sjaj za promjenjive zvijezde Cefeide. Pri tome se opažaju Cefeide koje se nalaze u otvorenim skupovima. Tada se pomoću relacije period-apsolutni sjaj određuju udaljenosti bližih galaksija, u kojima je moguće razlučiti Cefeide. Procijenjene udaljenosti što većeg broja galaktika koriste se za procjenu vrijednosti Hubbleove konstante H0. Ovom je metodom dobivena vrijednost H0 = 15 km/s po milijunu svjetlosnih godina.
Postupkom koji su razvili M. Aaronson, J. Mould i J. Huchra dobivena je nešto veće vrijednost: 27 km/s po milijunu svjetlosnih godina. Postupak se temelji na tzv. Tully-Fisherovoj relaciji koja povezuje brzinu rotacije pojedinih tipova spiralnih galaktika s njihovim luminozitetom. Ovisnost je fizikalno opravdana činjenicom da su i brzina rotacije i luminozitet ovisni o masi galaksije.

## Hubbleova konstanta i starost svemira
Prema teoriji velikog praska širenje svemira započelo je prije konačnog vremena, kada je čitav svemir bio sažet u vrlo mali prostor. Starost svemira (vrijeme proteklo od velikog praska) može se procijeniti iz vrijednosti Hubbleove konstante H0. Recipročnu vrijednost H0 nazivamo Hubbleovo vrijeme τ:
{\displaystyle \tau ={\frac {1}{H_{0}}}}
Mjerenja pokazuju, da se brzina udaljavanja povećava za približno 13 km/s kada se udaljenost poveća za milijun godina svjetlosti. Iz tog podatka dobivamo za Hubbleovo vrijeme:
{\displaystyle \tau ={\frac {r}{v}}={\frac {1\ 000\ 000\ gs}{13\ km/s}}=23\ milijarde\ godina}
Hubbleovo vrijeme ima jasno značenje. Ako bi se svemir sve vrijeme širio današnjom brzinom, počeo bi se širiti točno prije Hubbleova vremena τ. Međutim, Hubbleovo vrijeme veće je od stvarne starosti svemira. Naime, zbog usporavanja širenja svemira (posljedica međusobnog gravitacijskog privlačenja svih masa u svemiru) današnja vrijednost Hubbleove konstante je manja od vrijednosti u ranijim trenucima razvoja svemira. Da bi odredili starost svemira, uz Hubbleovu konstantu trebamo izmjeriti i usporavanje širenja svemira.

## Vanjske poveznice
- Astronomska sekcija Fizikalnog društva Split - Kozmologija
- Fizika svemira: povijest svemira